# Домброва-Кольонія (Мазовецьке воєводство)
Домброва-Кольонія (пол. Dąbrowa-Kolonia) — село в Польщі, у гміні Ласкажев Ґарволінського повіту Мазовецького воєводства.
Населення — 59 осіб (2011).
У 1975-1998 роках село належало до Седлецького воєводства.

## Демографія
Демографічна структура станом на 31 березня 2011 року:
|          | Загалом | Допрацездатний вік | Працездатний вік | Постпрацездатний вік |
| -------- | ------- | ------------------ | ---------------- | -------------------- |
| Чоловіки | 33      | 5                  | 24               | 4                    |
| Жінки    | 26      | 3                  | 16               | 7                    |
| Разом    | 59      | 8                  | 40               | 11                   |